# Alberto Ortiz de Zárate Tercero
Alberto Ortiz de Zárate Tercero (Bilbao, País Basc, 1 de juny de 1964) és un consultor basc, especialista en innovació en el sector públic i cofundador d'Administraciones en red i promotor d'Open Data Euskadi.
Llicenciat en Psicologia per la Universitat de Deusto, i postgrau en Psicologia de les Organizacions, Alberto Ortiz de Zárate és Director d'Atenció Ciutadana al Departament de Justícia i Administració Pública del Govern Basc. Entre els anys 2004 i 2009 ha exercit com a responsable de projectes a l'Oficina per a la Modernització de l'Administració, del Govern Basc. Ha treballat deu anys en la gestió de serveis públics sanitaris, tenint sis anys d'experiència com a consultor d'empreses. Ha publicat el llibre «Manual de uso del blog en la empresa: cómo prosperar en la sociedad de la conversación» (Infonomía, 2008), i també ha participat al llibre col·lectiu “Open Government: Gobierno Abierto” (2010) i “INprendedores: experiencias y reflexiones sobre el arte del intraemprendizaje dentro de las organizaciones”.
Alberto Ortiz de Zárate és assessor, conferenciant i docent en matèria d'Open Government, Open Data, innovació pública, e-Government, intraemprenedoria, Salut 2.0 i Web 2.0. Des del 2013 treballa com a professional in(ter)dependent, sota la marca «alorza.net» i com a consultor sènior per al Banc Mundial. És el cofundador, des del 2005, d'«Administraciones en red», prestigiós blog sobre administració pública. Entre el 2009 i el 2013 fou director d'atenció ciutadana del Govern Basc, amb un paper rellevant en la seva política de govern obert. El 2009 va establir les bases de la política basca d'Open Data, i el 2010 va inaugurar «Open Data Euskadi [opendata.euskadi.net]», el primer portal no anglosaxó de dades públiques obertes. Entre el 2004 i el 2009 va treballar com a cap de projectes a l'Oficina per a la Modernització Administrativa del Govern Basc. És director de consultoria en 'desideDatum Data Company'.